# 新西国三十三箇所

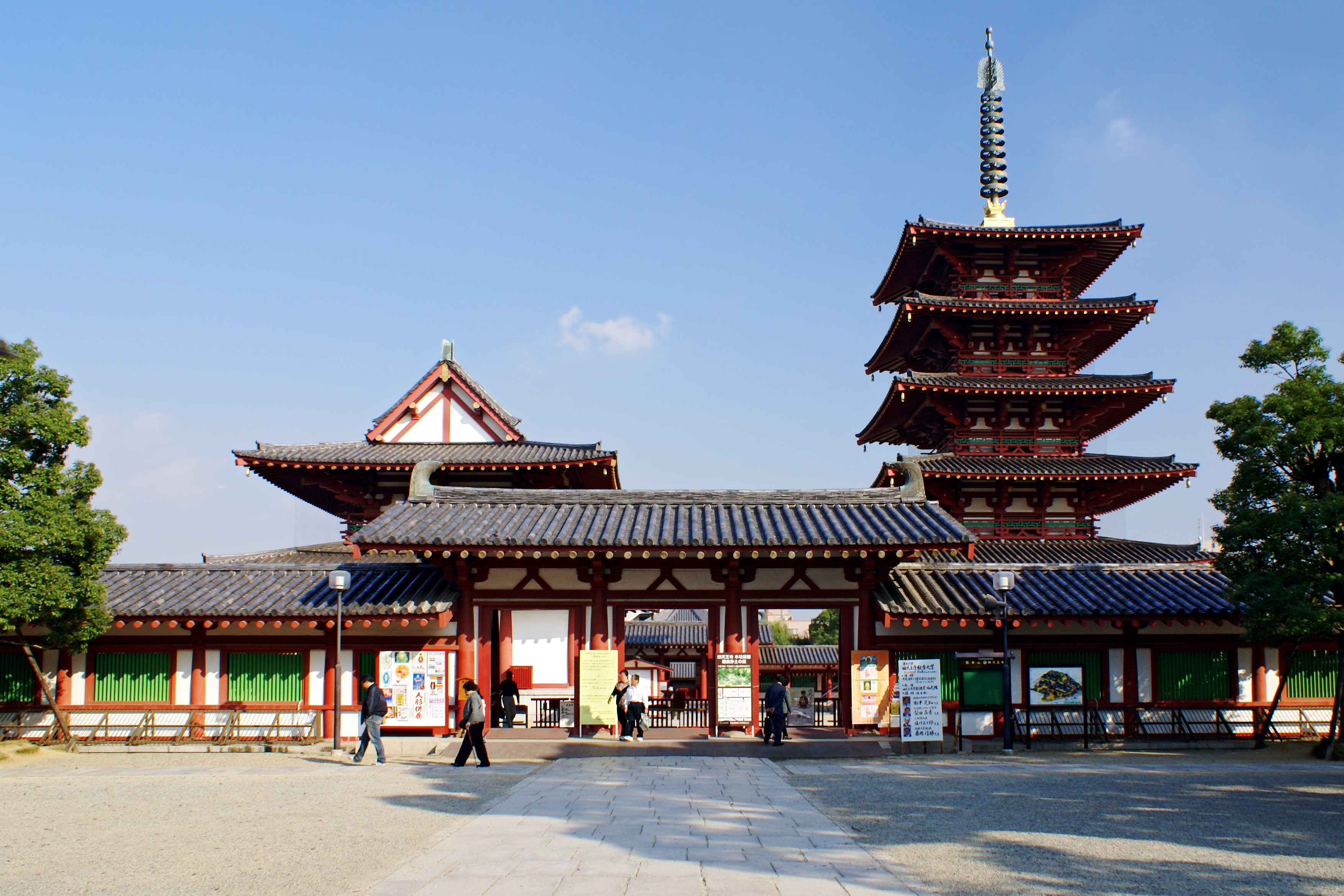
第1番 四天王寺

新西国三十三箇所（しんさいごくさんじゅうさんかしょ）は、観音巡礼の一つ。正式には新西国霊場である。観音菩薩（一部例外あり）を祀る近畿地方の三十三箇所の寺院からなる観音霊場。西国三十三所に含まれないものを巡る。1932年（昭和7年）制定の下記の巡礼ルートを指す。

## 歴史
西国三十三所に隣接する観音奉安寺院を同巡礼の途上で参拝すること自体は、江戸時代から行われていた。しかし、正式に「新西国三十三箇所」としてまとめられたのは1932年（昭和7年）になってからである。大阪時事新報（現・産経新聞）、神戸新聞、京都日日新聞（現・京都新聞）の三都新聞連合の企画により、聖徳太子の「和の道」を基調とし、読者の人気投票に基づいて33箇所の観音霊場が選定され、新たに「新西国三十三箇所」が成立した。このため、聖徳太子霊跡の寺院である四天王寺・橘寺・飛鳥寺・斑鳩寺などが含まれている。ただ、前述の3新聞の読者により人気投票が行われたために、兵庫県と大阪府に特に霊場が集中することになった。
1932年（昭和7年）の選定当初は各種の周知活動や催し物により注目されたが、太平洋戦争の開戦、そして終戦により一旦廃れてしまう。
1967年（昭和42年）、四天王寺と道成寺が中心となりようやく再興の機運が高まる。この時に霊場を辞退した寺院に代わって新たに2寺院を補充するとともに、5寺院を客番として加え、合計38箇所の霊場巡りとして再出発することとなった。
それでも1932年（昭和7年）の発足当時の人気には遠く、「西国のおまけ」といわれるほどになっていたが、近年は寺院がツアーを企画するなどの努力をし、また朱印ブームもあって一般の旅行会社の巡礼ツアーも増加しつつある。
新西国三十三箇所には、日本における巡礼の最初とされる西国三十三所に定められている寺院は含まれていない。ただし、四天王寺については西国三十三所満願時のお礼参り霊場、あるいは番外霊場として扱われることもあるにはあるが、新西国三十三箇所に含まれている。

## 霊場一覧
| No.  | 注   | 山号   | 寺号               | 読み             | 宗派                   | 札所本尊       | 所在地                                 |
| ---- | ---- | ------ | ------------------ | ---------------- | ---------------------- | -------------- | -------------------------------------- |
| 1    | ●    | 荒陵山 | 四天王寺           | してんのうじ     | 和宗総本山             | 救世観音       | 大阪府大阪市天王寺区四天王寺1丁目11-18 |
| 客番 |      | 有栖山 | 清水寺             | きよみずでら     | 和宗                   | 十一面千手観音 | 大阪府大阪市天王寺区伶人町5-8          |
| 2    |      | 佳木山 | 太融寺             | たいゆうじ       | 高野山真言宗           | 千手観音       | 大阪府大阪市北区太融寺町3-7            |
| 3    |      | 雲松山 | 鶴満寺             | かくまんじ       | 天台真盛宗             | 子安観音       | 大阪府大阪市北区長柄東1丁目3-12        |
| 4    |      | 龍谷山 | 水間寺             | みずまでら       | 天台宗別格本山         | 聖観音         | 大阪府貝塚市水間638                    |
| 5    | △    | 天音山 | 道成寺             | どうじょうじ     | 天台宗                 | 千手観音       | 和歌山県日高郡日高川町鐘巻1738         |
| 6    |      | 高野山 | 宝亀院             | ほうきいん       | 高野山真言宗別格本山   | 十一面観音     | 和歌山県伊都郡高野町高野山294          |
| 7    | ○    | 天野山 | 金剛寺             | こんごうじ       | 真言宗御室派大本山     | 千手観音       | 大阪府河内長野市天野町996              |
| 客番 | ○    | 檜尾山 | 観心寺             | かんしんじ       | 高野山真言宗           | 如意輪観音     | 大阪府河内長野市寺元475                |
| 8    |      | 南向山 | 西方院             | さいほういん     | 浄土宗                 | 十一面観音     | 大阪府南河内郡太子町太子1663           |
| 客番 |      | 磯長山 | 叡福寺             | えいふくじ       | 単立                   | 如意輪観音     | 大阪府南河内郡太子町太子2145           |
| 9    | ●    | 鳥形山 | 飛鳥寺             | あすかでら       | 真言宗豊山派           | 聖観音         | 奈良県高市郡明日香村大字飛鳥682        |
| 10   | ○    | 仏頭山 | 橘寺               | たちばなでら     | 天台宗                 | 如意輪観音     | 奈良県高市郡明日香村橘532              |
| 11   | ●    | 二上山 | 當麻寺             | たいまでら       | 高野山真言宗/浄土宗    | 當麻曼荼羅     | 奈良県葛城市當麻1263                   |
| 12   | ○    | 仏日山 | 東光院             | とうこういん     | 曹洞宗別格地           | 十一面観音     | 大阪府豊中市南桜塚1丁目12-7            |
| 13   | ○    | 神秀山 | 満願寺             | まんがんじ       | 高野山真言宗           | 千手観音       | 兵庫県川西市満願寺町7-1                |
| 客番 |      | 南山   | 安岡寺             | あんこうじ       | 天台系独立寺院         | 如意輪観音     | 大阪府高槻市浦堂本町41-1               |
| 14   | 注1  | 根本山 | 神峯山寺           | かぶさんじ       | 天台宗                 | 聖観音         | 大阪府高槻市原3301-1                   |
| 15   |      | 深草山 | 誓願寺             | せいがんじ       | 浄土宗西山深草派総本山 | 十一面観音     | 京都府京都市中京区新京極桜之町453      |
| 16   | ●    | 瑞応山 | 大報恩寺           | だいほうおんじ   | 真言宗智山派           | 六観音         | 京都府京都市上京区今出川通七本松上ル   |
| 17   | ○注2 | 立願山 | 楊谷寺             | ようこくじ       | 西山浄土宗             | 十一面千手観音 | 京都府長岡京市浄土谷堂ノ谷２           |
| 18   | ○    | 比叡山 | 延暦寺（横川中堂） | えんりゃくじ     | 天台宗総本山           | 聖観音         | 滋賀県大津市坂本本町4220               |
| 19   | ○    | 鞍馬山 | 鞍馬寺             | くらまでら       | 鞍馬弘教総本山         | 千手観音       | 京都府京都市左京区鞍馬本町             |
| 20   |      | 立木山 | 立木山寺           | たちきさんじ     | 浄土宗                 | 聖観音         | 滋賀県大津市南郷5丁目20-20             |
| 21   |      | 武庫山 | 神呪寺             | かんのうじ       | 真言宗御室派別格本山   | 如意輪観音     | 兵庫県西宮市甲山町25-1                 |
| 22   |      | 摩耶山 | 天上寺             | てんじょうじ     | 摩耶山真言宗           | 十一面観音     | 兵庫県神戸市灘区摩耶山町2-12           |
| 23   |      | 宝積山 | 能福寺             | のうふくじ       | 天台宗                 | 十一面観音     | 兵庫県神戸市兵庫区北逆瀬川町1-39       |
| 24   |      | 上野山 | 須磨寺             | すまでら         | 真言宗須磨寺派大本山   | 聖観音         | 兵庫県神戸市須磨区須磨寺町4-6-8        |
| 25   | ○    | 三身山 | 太山寺             | たいさんじ       | 天台宗                 | 十一面観音     | 兵庫県神戸市西区伊川谷町前開224        |
| 26   | 注3  | 大谷山 | 伽耶院             | がやいん         | 本山修験宗             | 毘沙門天       | 兵庫県三木市志染町大谷410              |
| 27   | ○    | 刀田山 | 鶴林寺             | かくりんじ       | 天台宗                 | 聖観音         | 兵庫県加古川市加古川町北在家424        |
| 28   |      | 五峰山 | 光明寺             | こうみょうじ     | 高野山真言宗           | 十一面千手観音 | 兵庫県加東市光明寺433                  |
| 客番 | 注4  | 極楽山 | 浄土寺             | じょうどじ       | 高野山真言宗           | 薬師如来       | 兵庫県小野市浄谷町2093                 |
| 29   |      | 泉生山 | 酒見寺             | さがみじ         | 高野山真言宗           | 十一面観音     | 兵庫県加西市北条町北条1319             |
| 30   |      | 七種山 | 金剛城寺           | こんごうじょうじ | 高野山真言宗           | 十一面観音     | 兵庫県神崎郡福崎町田口236              |
| 31   | △    | 台雲山 | 花岳寺             | かがくじ         | 曹洞宗                 | 千手観音       | 兵庫県赤穂市加里屋1992                 |
| 32   | △    | 斑鳩山 | 斑鳩寺             | いかるがでら     | 天台宗                 | 如意輪観音     | 兵庫県揖保郡太子町鵤709                |
| 33   | ○    | 船越山 | 瑠璃寺             | るりじ           | 高野山真言宗別格本山   | 千手観音       | 兵庫県佐用郡佐用町船越877              |

- ○印の寺院は札所本尊及び納経所が有料拝観区域にある寺院。
- ●印の寺院は札所本尊は拝観が有料の堂内にあるが、納経所は無料拝観区域にあり、堂外からの参拝は無料の寺院。
- △印の寺院は、境内に有料拝観区域があるが、札所本尊および納経所は無料拝観区域にある寺院。
- 注1の神峯山寺は紅葉期のみ境内全体が拝観料を要する。なお、内陣内の拝観は有料の事前予約制である。
- 注2の楊谷寺はあじさい期や紅葉期と平常期で拝観料が異なる。なお、毎月17日の午前や紅葉期などの特定日に別料金で上書院が公開されるが、札所本尊及び納経所とは無関係である。
- 注3の伽耶院は入山料として「草ひき十本」のボランティアが求められる。なお、内陣内の拝観は有料の事前予約制である。
- 注4の浄土寺は境内には無料で入ることができるが、納経所は有料の浄土堂内部にある。浄土堂は12時から13時までは拝観停止となるので、この間は朱印の押印もできない。